# Achberg (Landschaftsschutzgebiet)
Das Schutzgebiet Achberg ist ein mit Verordnung vom 24. Mai 1966 ausgewiesenes Landschaftsschutzgebiet (LSG-Nummer 4.36.051) im Westen der baden-württembergischen Gemeinde Achberg im Landkreis Ravensburg.

## Lage
Das 279 Hektar große Landschaftsschutzgebiet Achberg gehört zum Naturraum Westallgäuer Hügelland. Es erstreckt sich zwischen den Achberger Ortsteilen Regnitz im Norden, über Frauenreute bis nach Siberatsweiler im Süden entlang der Argen und umschließt in Teilen das direkt angrenzende Naturschutzgebiet Argen (NSG-Nummer 4.282).

## Schutzzweck
Wesentlicher Schutzzweck des Landschaftsschutzgebiets ist die Erhaltung und Aufwertung des Argentalnordhangs mit seiner weiteren Umgebung.